# Los Angeles Wolves
Los Angeles Wolves fue un equipo de fútbol de los Estados Unidos que jugó en la North American Soccer League, la desaparecida primera división de fútbol del país.

## Historia
Fue fundado en el año 1966 en la ciudad de Los Ángeles, California por un grupo de emprendedores deportivos de Estados Unidos y Canadá liderados por Jack Kent Cooke con el fin de organizar el fútbol a nivel profesional. La idea de crear al club era para 1968 pero tuvieron que adelantar la creación del club por el nacimiento de la National Professional Soccer League en 1967.
Sin tener jugadores propios decidieron importar jugadores de Europa y Sudamérica para construir el equipo y era representado por el Wolverhampton Wanderers FC de Inglaterra y el equipo originalmente se iba a llamar Los Angeles Zorros pero por el vínculo con el club inglés lo dejaron en Wolves.
Participó en la United Soccer Association junto a los equipos San Francisco Golden Gate Gales, Chicago Mustangs, Houston Stars, Vancouver Royal Canadians y Dallas Tornado y su primer entrenador fue el inglés Ronny Allen. Fue el campeón de la temporada inaugural de 1967 venciendo en la final al Washington Whips en el Los Angeles Coliseum ante más de 17,000 espectadores y se decidió con un autogol de Ally Shewan en la prórroga.
Al finalizar la temporada la United Soccer Association se fusiona con la National Professional Soccer League para dar origen a la NASL; y Los Angeles Wolves fue uno de los equipos fundadores de la nueva liga como miembros de la División del Pacífico junto a San Diego Toros, Oakland Clippers y Vancouver Royals y dirigidos por Ray Wood pero sin el apoyo del Wolverhampton Wanderers FC.
Tristemente fue una de las franquicias que desaparecieron luego de la temporada inaugural, antes de que se retomara la idea de importar equipos para la siguiente temporada, en la que Wolverhampton Wanderers FC representaba al Kansas City Spurs, equipo que terminó ganando la NASL International Cup.

### Legado
En 2014 el nombre Wolves fue resucitado en la United Premier Soccer League en un equipo llamado LA Wolves FC.

## Palmarés
- United Soccer Association: 1

1967

## Temporadas
| Año  | Liga | G  | P | E  | Pts | Temporada Regular    | Playoffs     | Asistencia promedio |
| ---- | ---- | -- | - | -- | --- | -------------------- | ------------ | ------------------- |
| 1967 | USA  | 5  | 5 | 2  | 15  | 1°, Western Division | Campeón      | 7,777               |
| 1968 | NASL | 11 | 8 | 13 | 139 | 3°, Pacific Division | No clasificó | 2,441               |

## Entrenadores
| - Ronnie Allen (1967) | - Ray Wood (1968) |